# A Simpson család (17. évad)
A Simpson család 17. évadát 2005. szeptember 11. és 2006. május 21. között sugározták a Fox csatornán. A műsor készítői Matt Groening, James L. Brooks, és Sam Simon.
Az évad szeptemberi premierjével a Fox megszüntetett egy tradíciót, hogy a sorozatai premierjeit a Major League Baseball szeptemberi-októberi futása után jelenteti meg.

## Epizódok
| # | Bemutatás            | Prod. Kód | Cím                                     |
| --- | -------------------- | --------- | --------------------------------------- |
| 357–1701 | 2005. szeptember 11. | GABF18    | Lamantin máglya                         |
| Homer veszít egy amerikai focis fogadáson, amire a maffia pénzéből fogadott, és törlesztésként "korhatáros" filmeket forgathatnak a házukban. Ezen Marge annyira kiakad, hogy elmegy, majd segít egy a lamantinok megmentéséért fáradozó tengerbiológussal, miközben Homer próbálja rendbe hozni a dolgokat. - Alec Baldwin vendégszereplésével |                      |           |                                         |
| 358–1702 | 2005. szeptember 18. | GABF16    | A lány, aki túl keveset aludt           |
| Simpsonék nem akarják, hogy bélyegmúzeum épüljön a szomszédjukba, így viszont az a temetővel cserél helyet. Lisa szobája pont a temetőre néz, amitől a lány nem tud aludni, míg el nem megy a temetőbe legyőzni a félelmét. |                      |           |                                         |
| 359–1703 | 2005. szeptember 25. | GABF19    | Milhouse a ködben                       |
| Maggie bárányhimlője miatt himlő partit tartanak, hogy mások is elkaphassák ezt - e parti miatt újra összejönnek Milhouse szülei, ám a gyerek mellőzöttnek kezdi érezni magát. Bart segítségével megpróbálja újra egyesíteni őket, ám a Simpson szülők mennek emiatt szét, amit Bartnak kell helyrehoznia. |                      |           |                                         |
| 360–1704 | 2005. november 6.    | GABF17    | Rémségek Simpson háza 16                |
| 1. B. I. Bartificial Intelligence: Bart kómába esik, a helyettesítésére pedig egy robotgyereket adnak. Amikor Bart felébred a kómából szembeszáll a riválissal. 2. Survival of the Fattest: Mr. Burns vadászatot szervez, melybe jó pár springfieldi lakost is meghív - ám ők lesznek a prédák. 3. I've Grown a Costume on Your Face: Miután egy boszorkányt kizárnak a jelmezversenyből az bosszúból mindenkit azzá változtat, aminek öltözött. Lisa azonban rájön, hogy Maggie mindenkit visszaváltoztathat. - Terry Bradshaw és Dennis Rodman vendégszereplésével |                      |           |                                         |
| 361–1705 | 2005. november 13.   | GABF20    | Marge fia mérgezés                      |
| Marge vesz egy tandembiciklit, aminek hajtásában Bart segédkezik, ezzel egyre több időt töltve együtt, míg Bartból "anya kedvence" nem lesz. Eközben Homer egy súlyzót szerez be amitől annyira megerősödik a jobb karja, hogy Moe tanácsára benevez egy szkanderversenyre. |                      |           |                                         |
| 362–1706 | 2005. november 20.   | GABF21    | Homer futtatása                         |
| Homer megbántja Lisa-t és hogy a lánya szeretetét visszakapja munkát vállal az iskolában, ahol a biztonságért felelős szalamander szerepét látja el. Később egy autóbaleset után sok ember életét menti meg, az így felhalmozott tiszteletet felhasználva indul a polgármesterválasztáson. |                      |           |                                         |
| 363–1707 | 2005. november 27.   | GABF22    | Az utolsó piros sapkás                  |
| Homer a tojáskeresésen összeverekszik a húsvéti nyuszival, ami után Marge csatlakozik egy női társasághoz, akikkel együtt el akarják lopni Mr. Burns értékes Fabergé-tojását. Eközben Lisa Rómában akarja tölteni a nyarat, ezért olaszul tanul Milhouse-tól. - Lily Tomlin vendégszereplésével |                      |           |                                         |
| 364–1708 | 2005. december 11.   | HABF02    | Az olasz Bob                            |
| Mr. Burns új autót vesz, amit Homéréknak kell elhoznia Olaszországból - ám a kocsit összetörik. Egy kis olasz faluba, Salsicciaba kerülnek ahol nem más a polgármester, mint Balfék Bob, akivel egyezséget kötnek: ha segít rendbehozni a kocsit, akkor nem teregetik ki a városnak az ő piszkos múltját. - Maria Gracia Cucinotta és Kelsey Grammer vendégszereplésével |                      |           |                                         |
| 365–1709 | 2005. december 18.   | HABF01    | Karácsonyi történetek                   |
| Simpsonék rövid karácsonyi történeteket mesélnek: Homer a legelső karácsonyról mesél, nagyapa pedig arról, amikor találkozott a II. világháború alatt a Mikulással. Végül előadják A diótörő paródiáját. |                      |           |                                         |
| 366–1710 | 2006. január 8.      | HABF03    | Homer apja                              |
| Egy hatvanas években lefagyott postást találnak, akinél egy Homer anyjának szóló levél van: a levél írója szerint ő Homer igazi apja. Homer felkutatja őt és nagyon megkedveli új apját, ám még egy DNS tesz is szükséges a teljes bizonyossághoz. - Michael York, William H. Macy és Joe Frazier vendégszereplésével |                      |           |                                         |
| 367–1711 | 2006. január 29.     | HABF04    | Úton vagyunk                            |
| Bartot - miután tönkretette az iskola fűtésrendszerét - egy oregoni javító- és nevelőtáborba küldik, ám a fiú rajta van a légitársaság fekete listáján, ezért az eredetileg Las Vegas-ba készülődő Homérnak kell őt elvinnie. Eközben Marge a család régi kacatjaiból próbál pénzt csinálni, és Homer lejárt gyógyszereire van a legnagyobb kereslet - amit a rendőrök nem néznek túl jó szemmel. |                      |           |                                         |
| 368–1712 | 2006. február 26.    | HABF05    | Méltányos asszonyom                     |
| Bart bosszút akar állni az új tesitanáron, ám helyette véletlenül Willie kalyibáját rombolja le - a hajléktalan gondnokot Simpsonék fogadják be, Lisa pedig megpróbál úriembert faragni belőle. Eközben Homer egy új darabot akar szerezni a kedvenc kék nadrágjából. |                      |           |                                         |
| 369–1713 | 2006. március 12.    | HABF06    | A látszólag soha véget nem érő történet |
| Homer barlangászás közben beszorul egy résbe a barlang fel nem derített részén, ezért Marge és Bart segítségért megy. Eközben Lisa és Homer egy látszólag véget nem érő történetet mesélnek egymásnak. |                      |           |                                         |
| 370–1714 | 2006. március 19.    | HABF07    | Bart két anyja                          |
| Flanders nyer egy számítógépet, amit Marge-nak ajándékoz, aki cserébe vigyáz a gyerekeire. Homer közben elviszi Lisát és Bartot a kiöregedett állatszínészek otthonába, ahol egy Toot-Toot nevű csimpánz elrabolja Bartot. - Susan Sarandon, Antonia Fargas, Dave Thomas és Randy Johnson vendégszereplésével |                      |           |                                         |
| 371–1715 | 2006. március 26.    | HABF08    | Homer Simpson, ez a te feleséged        |
| Lenny vesz egy plazmatévét, aminek Homer ettől a rajongójává válik. Magának is akar szerezni egyet, ezért családját egy valóságshow-ba küldik, ahol Marge-ot kicserélik egy hónapra egy Charlie nevű férfi feleségére - Simpsonék ki nem állhatják az új feleséget, ám Charlie kezd beleszeretni Marge-ba. - Ricky Gervais vendégszereplésével |                      |           |                                         |
| 372–1716 | 2006. április 2.     | HABF09    | Millió dolláros nagyapa                 |
| Springfieldben új stadiont építenek az NFL új csapatának, ám nagyapa igyekszik meghiúsítani ezt, ami hatására öngyilkosságot kísérel meg. Miután ez nem jön össze ad egy második esélyt az életnek, és elmegy torreádornak, a springfield-i bikaviadalok pedig mindenkinek tetszenek - kivéve Lisát. - Rob Reiner és Michael Carrington vendégszereplésével |                      |           |                                         |
| 373–1717 | 2006. április 9.     | HABF10    | MacGyver                                |
| Mr. Burns kitelepíti az erőművet Indiába, egyedüli munkásnak pedig Homer-t tartja meg, akinek Indiába költözve korlátlan hatalmat kap. Eközben Petty és Selma elrabolják a MacGyver sorozat címszereplőjét játszó Richard Dean Anderson-t, akiben megtalálható valamennyi MacGyver kurázsijából. - Richard Dean Anderson vendégszereplésével |                      |           |                                         |
| 374–1718 | 2006. április 23.    | HABF11    | Tengerész történetek                    |
| Simpsonék a vacsorára várnak egy étteremben, ez idő alatt tengerész történeteket mesélnek egymásnak: Lisa a Mayflower útjáról az Újvilágba, Bart a Bounty-n történt lázadásról, Homer pedig egy óceánjáró felborulásáról. |                      |           |                                         |
| 375–1719 | 2006. április 30.    | HABF12    | Fiú Lisa                                |
| Sintér igazgatót szexista megszólalása miatt kirúgják, az új igazgatónő pedig különbontja az iskolát a fiúk és a lányok között. Lisa rájön, hogy a lányoknak nem tanítanak eleget, ezért álruhában a fiúk osztályába kezd járni, ahol ő éri el a legjobb eredményeket. - Frances McDormand vendégszereplésével |                      |           |                                         |
| 376–1720 | 2006. május 7.       | HABF13    | Örökzöld sétány 74                      |
| Marge a sok tisztószer gőzétől megszédül és beveri a fejét, ettől amnéziás lett. Lassanként kezdenek visszatérni az emlékei, egyedül Homért érzi még mindig idegennek, aki igyekszik visszanyerni felesége szerelmét. - Sal Bando és Gene Tenace vendégszereplésével |                      |           |                                         |
| 377–1721 | 2006. május 14.      | HABF14    | Keresztény oktatás                      |
| Egy kiállítás hatására Flanders és Lovejoy tiszteletes elintézi, hogy az evolúcióelmélet mellett a teremtéselméletet is tanítsák az iskolában - Lisa ellenzi a két összeférhetetlen elmélet egyidejű tanítását, mire betiltják Darwin elméletét. Lisa ezután titokban kezdi tanítani az elméletet, ami miatt bíróságra kerül, ahonnan Marge mentheti meg. - Melanie Griffith és Larry Hagman vendégszereplésével |                      |           |                                         |
| 378–1722 | 2006. május 21.      | HABF16    | Homer tanácsadó                         |
| A Springfieldi Izotópok sztárjának tönkremegy a házassága, és ez a játékára is kihat, ezért Simpsonéktól kér tanácsot. Eleinte javul a helyre, de utána minden megint romokban hever, ezért Homérnak kell helyrehoznia a dolgot. - Mandy Moore és Stacy Keach vendégszereplésével |                      |           |                                         |

## DVD kiadás
| A teljes tizenhetedik évad | | | |
| Készlet adatok | Készlet adatok | Készlet adatok | Extrák |
| - 22 epizód - 3-lemezes készlet (Blu-ray) - 4-lemezes készlet (DVD) - 1.33:1 képarány - Nyelvek: - Angol (DVD: Dolby Digital 5.1, felirattal) (Blu-ray: DTS-HD Master Audio 5.1, felirattal) - Latin spanyol (DVD: Dolby Digital Stereo, felirattal) (Blu-ray: Dolby Digital 5.1, felirattal) - Kanadai francia (DVD: Dolby Digital Stereo) (Blu-ray: Dolby Digital 5.1) - Egyéb nyelvek az "Homer Simpson, ez a te feleséged" című részhez (portugál, olasz, cseh és magyar) | - 22 epizód - 3-lemezes készlet (Blu-ray) - 4-lemezes készlet (DVD) - 1.33:1 képarány - Nyelvek: - Angol (DVD: Dolby Digital 5.1, felirattal) (Blu-ray: DTS-HD Master Audio 5.1, felirattal) - Latin spanyol (DVD: Dolby Digital Stereo, felirattal) (Blu-ray: Dolby Digital 5.1, felirattal) - Kanadai francia (DVD: Dolby Digital Stereo) (Blu-ray: Dolby Digital 5.1) - Egyéb nyelvek az "Homer Simpson, ez a te feleséged" című részhez (portugál, olasz, cseh és magyar) | - 22 epizód - 3-lemezes készlet (Blu-ray) - 4-lemezes készlet (DVD) - 1.33:1 képarány - Nyelvek: - Angol (DVD: Dolby Digital 5.1, felirattal) (Blu-ray: DTS-HD Master Audio 5.1, felirattal) - Latin spanyol (DVD: Dolby Digital Stereo, felirattal) (Blu-ray: Dolby Digital 5.1, felirattal) - Kanadai francia (DVD: Dolby Digital Stereo) (Blu-ray: Dolby Digital 5.1) - Egyéb nyelvek az "Homer Simpson, ez a te feleséged" című részhez (portugál, olasz, cseh és magyar) | - Választható kommentár az összes epizódhoz - Buogiorno, Simpson rajongók - Törölt jelenetek - A Simpson család élőben - Vázlatok - Easter eggek - Legyen zene! - Animációs bemutatók - Bónusz epizódok: - "Ropi letartóztatásban" (csak a Blu-rayen) - "A rettegés foka" (csak a Blu-rayen) - "Az ember, aki túl magasra tört" |
| Kiadási adatok | | | - Választható kommentár az összes epizódhoz - Buogiorno, Simpson rajongók - Törölt jelenetek - A Simpson család élőben - Vázlatok - Easter eggek - Legyen zene! - Animációs bemutatók - Bónusz epizódok: - "Ropi letartóztatásban" (csak a Blu-rayen) - "A rettegés foka" (csak a Blu-rayen) - "Az ember, aki túl magasra tört" |
| 1-es régió | 2-es régió | 4-es régió | - Választható kommentár az összes epizódhoz - Buogiorno, Simpson rajongók - Törölt jelenetek - A Simpson család élőben - Vázlatok - Easter eggek - Legyen zene! - Animációs bemutatók - Bónusz epizódok: - "Ropi letartóztatásban" (csak a Blu-rayen) - "A rettegés foka" (csak a Blu-rayen) - "Az ember, aki túl magasra tört" |
| 2014. december 2. | 2014. december 1. | 2014. december 3. | - Választható kommentár az összes epizódhoz - Buogiorno, Simpson rajongók - Törölt jelenetek - A Simpson család élőben - Vázlatok - Easter eggek - Legyen zene! - Animációs bemutatók - Bónusz epizódok: - "Ropi letartóztatásban" (csak a Blu-rayen) - "A rettegés foka" (csak a Blu-rayen) - "Az ember, aki túl magasra tört" |